# انرژی در اروپا
انرژی در اروپا (انگلیسی: Energy in Europe) شامل تولید، مصرف و واردات انرژی، از جمله برق، در سراسر این قاره می‌شود.
مصرف انرژی اولیه در کشورهای اروپایی، الگوهای متنوع مصرف انرژی را برجسته می‌کند. کشورها نوساناتی را در مصرف نشان می‌دهند که منعکس‌کننده تغییرات در تقاضای انرژی و سیاست‌گذاری‌ها است. آلمان و فدراسیون روسیه در میان پرمصرف‌ترین‌ها قرار دارند، در حالی که اقتصادهای کوچکتر مانند لیتوانی و ترکمنستان سطح مصرف بسیار پایین‌تری دارند. مصرف انرژی به ازای هر نفر در اروپا به‌طور قابل توجهی متفاوت است، به طوری که کشورهای کوچک‌تری مانند ایسلند، نرخ مصرف بالایی به ازای هر میلیون نفر نشان می‌دهند که بیانگر تنوع مصرف انرژی و فعالیت‌های اقتصادی در سراسر قاره است. اروپا وابستگی قابل توجهی به نفت دارد، که یک منبع انرژی اصلی است و عمدتاً برای حمل و نقل و گرمایش استفاده می‌شود، و بیشتر کشورهای اروپایی به دلیل تولید داخلی محدود، بخش عمده نیازهای نفتی خود را وارد می‌کنند.
انرژی‌های تجدیدپذیر افزایش یافته‌اند و برنامه‌هایی برای افزایش ظرفیت برق بادی وجود دارد. طرح "REPowerEU" کمیسیون اروپا بر تعهد به انرژی‌های تجدیدپذیر تأکید می‌کند. گذار مداومی به سمت سیستم‌های انرژی پایدارتر در اروپا در حال انجام است.